# Parides agavus
Parides agavus is een vlinder uit de familie van de pages (Papilionidae). De wetenschappelijke naam van de soort is, als Papilio agavus, voor het eerst geldig gepubliceerd in 1782 door Dru Drury.